# Рейнхардсбрун
Рейнхардсбрун (на немски: Reinhardsbrunn) е част от малкия град Фридрихрода в окръг Гота в провинция Тюрингия, Германия. Намира се близо до град Гота.

Тюрингският граф Лудвиг Скачащия (1042–1123) основава през 1085 г. в града манастира Рейнхардсбрун манастир (Kloster Reinhardsbrunn), близо до резиденцията му замък Шауенбург при Фридрихрода, който става фамилен манастир на ландграфовете на Тюрингия от род Лудовинги.